# Α-chetoacido

dall'alto a scendere: Acido piruvico (un α-chetoacido), acido acetoacetico (un β-chetoacido) e acido levulinico (un γ-chetoacido)

Un α-chetoacido è un acido carbossilico (altrimenti detto alfa-chetoacido) che presenta un gruppo chetonico in posizione α, ovvero sull'atomo di carbonio immediatamente adiacente al carbonio carbossilico.
Questi composti hanno importanza notevole in termini biologici in quanto spesso costituiscono gli intermedi per la sintesi di α-amminoacidi: in altri termini, possono costituire il prodotto della deaminazione ossidativa degli α-amminoacidi.
Spesso capita che ci si riferisca agli α-chetoacidi con nomi d'uso. Esempi di α-chetoacidi sono l'acido piruvico (o acido α-chetopropionico, CH3COCOOH), che può derivare dalla deaminazione dell'amminoacido alanina, e l'α-chetoglutarato (COOHCOCH2CH2COOH), che può derivare dalla deaminazione dell'acido glutammico. Entrambi questi α-chetoacidi sono intermedi di numerose vie metaboliche (una su tutte, il ciclo degli acidi tricarbossilici).